# Канада на Летњим олимпијским играма 1972.
Канада је учествовала на Летњим олимпијским играма, одржаним 1972. године у Минхену, Западна Немачка, по шеснаести пут у својој историји. На овим играма канадски спортисти су освојили укупно пет медаља, две сребрне и три бронзане.
Канада је на ове игре послала екипу спортиста која је бројала 208 чланова (158 спортиста и 50 спортисткиња) који су узели учешће у укупно 18 спортова у којима су се такмичили.
На ове игре Канада је послала бројчано најјачу репрезентацију у својој историји. По подацима из спортских референци 208 спортиста а по ТСН-у чак 220 спортиста, али то им није помогло да освоје златну медаљу, што им се десило тек четврти пут у историји учествовања на олимпијским играма.

### Освојене медаље на ЛОИ
| Освојене медаље канадских спортиста на ЛОИ 1972. |                              |       |        |        |        |
| Спортиста                                        | Спорт                        | Злато | Сребро | Бронза | Укупно |
| Брус Робертсон                                   | Пливање — 100 делфин - мушки | 0     | 1      | 0      | 1      |
| Лесли Клиф                                       | Пливање — 400 мешовито, жене | 0     | 1      | 0      | 1      |
| Дона Гур                                         | Пливање — 200 леђно, жене    | 0     | 0      | 1      | 1      |
| Пливање, штафета                                 | 4х100 m, мушки                | 0     | 0      | 1      | 1      |
| Једрење                                          | Једрење — екипно, мушки      | 0     | 0      | 1      | 1      |
| Укупно                                           | 2                            | 0     | 2      | 3      | 5      |